# Голубовка (Новосибирская область)
Голубовка — упразднённая деревня в Убинском районе Новосибирской области. Входила в состав Новодубровского сельсовета. Упразднена в 2005 г.

## География
Располагалась в 8 км к юго-западу от центра сельского поселения села Новодубровское, по дороге к деревне Пешково.

## История
В 1928 году посёлок Голубовский состоял из 72 хозяйств, основное население — русские. В посёлке располагались школа 1-й ступени, изба-читальня, маслозавод, лавка общества потребителей. В административном отношении являлся центром Голубовского сельсовета Михайловского района Барабинского округа Сибирского края.

## Население
| 1926 | 2002 |
| ---- | ---- |
| 432  | ↘0   |